# Fédération Internationale de Motocyclisme
A Fédération Internationale de Motocyclisme, vagyis az FIM (angolul: International Motorcycling Federation, magyarul: Nemzetközi Motor Szövetség) a motorsport versenyek kormányzó testülete. Az FIM 90-hez nemzetközi motorsport szövetség tartozik, amit hat régióra osztottak.
Az FIM öt motorsportágat és 34 világbajnokságot foglal magába. Többek között a MotoGP-t, a Superbike-világbajnokságot, a Supersport-világbajnokságot, a motokrosszt, enduro és triál versenyeket. Az FIM sok olyan szervezetet is támogat, amelyek a sportot még biztonságosabbá teszik.

## Története
Az FIM-et (eredeti nevén:Fédération Internationale des Clubs Motocyclistes (FICM)) 1904. december 21-én Párizsban alapították. A British Auto-Cycle Union (ACU) az alapító tagok egyike volt. 1906-ban az FICM feloszlott, de 1912-ben újra létrehozták új székhellyel Angliában.
A nevét 1949-ben Fédération Internationale Motocycliste (FIM)-re módosították. 1959-ben a székhelyet áthelyezték Svájcba, Genfbe. 1994-ben újra áthelyezték Svájc másik városába, Miesbe. Nevét 1998-ban megint megváltoztatták Fédération Internationale de Motocyclisme-re a Dél-afrikai Fokvárosban zajló kongresszuson.

## Külső hivatkozások
- fim.ch Hivatalos oldal